# Rani Mahal
Rani Mahal (en népalais : रानी महल) est un ancien palais et résidence royale construit sur un promontoire rocheux surplombant la rivière Kali Gandaki à 13 kilomètres de Tansen, dans le district de Palpa au Népal. Construit par le général Khadga Shamsher J.B. Rana (en) en 1893, il fut longtemps à l’abandon. Récemment restauré, il est devenu une importante attraction touristique de la région.

## Histoire
En 1887, le général Khadga Shamsher Rana (en) fut envoyé en semi-exil comme gouverneur de la province de Palpa dans le Népal occidental. En 1892, la plus jeune épouse de Khadga Shamsher — sa bien-aimée Tej Kumari Devi — mourut à Ridi (en).  Avant de mourir, elle aurait exprimé à son mari le souhait qu’un lieu de pèlerinage soit établi à son nom. La confluence de la Kali Gandaki – rivière sacrée —  avec un affluent secondaire (le Barangdi Khola) fut choisi, à une dizaine de kilomètres de Tansen, et des ghats (escaliers) descendants vers la rivière y furent construits. Le lieu s’appelle ‘Ranighat’. C’est là que se rendaient les habitants de Tansen pour les rites funéraires et crémations de leurs défunts.
Au même endroit, le général Khadga mit également en chantier la construction d’un palais en mémoire de sa femme, qu’il nomma Rani Mahal (c’est-à-dire 'Palais de la reine'). La forêt voisine fut également baptisée ‘Rani Ban’ (‘Forêt de la reine’). Les travaux commencèrent en 1893, supervisés par des ingénieurs anglais de Calcutta, et furent terminés quatre ans plus tard. L’électricité y était fournie par un groupe électrogène ; un canal y amenait l’eau. Chaque pièce avait son feu ouvert et était agréablement décorée. Le palais était une résidence d’hôtes royaux. Une route fut également tracée. 
En 1902, impliqué dans un complot qui échoua, Khadga Samsher Rana dut quitter le Népal avec sa famille et se réfugier en Inde, abandonnant Rani Mahal. Inoccupé, non entretenu et isolé, le palais se détériora rapidement. Très peu de visiteurs s’y rendaient, à part quelques personnes intéressées par l’histoire du Népal. À la fin du XXe siècle, le bâtiment était en très mauvais état (le toit s’est effondré en 1985). C’est alors que le gouvernement du Népal, poussé par les habitants de la région, lança un programme de reconstruction et de restauration pour redonner au palais son aspect d’origine.  
Le Rani Mahal est en 2019 un centre d’attraction touristique important de la ville de Tansen.

## Accès
Une route asphaltée descend de la ville de Tansen jusqu’à la rivière Kali Gandaki et le Rani Mahal, mais aucun service public de transport ne s’y rend. Le trajet d’une quinzaine de kilomètres dure une demi-heure. Il y a moyen de s’y rendre à pieds à partir de Kailashnagar (Batasedanda), un faubourg de Tansen. Le sentier passe à travers bois et le trajet dure de trois à quatre heures.

## Source
- Vinaya Kumar Kasajoo : Palpa as you like it (Palpa revisited), Katmandou, Media Services International, 2001, 160pp.